# スクッテルド鉱
スクッテルド鉱（スクッテルドこう、skutterudite）はコバルトと砒素からなる砒化鉱物の1つ。方砒コバルト鉱、方コバルト鉱、スクテルド鉱とも。
ノルウェー・ブスケルー県モドゥム西部のスクテルド鉱山で発見されたことにちなみ、1845年にヴィルヘルム・カール・リッター・フォン・ハイディンガーにより命名された。名称が確定する前には"kobaltglants"、"kobaltmalm"、"minera cobalti cinerea"、"cobaltum arsenico mineralisatum"、"speiskobalt"、"safflorite"、"smaltite"、"Arsenikkobaltkies"、"Arsenikkobalt"などの名称で呼ばれてきた。 
スクッテルド鉱のコバルトがニッケルに置換されるとニッケルスクッテルド鉱（Nickelskutterudite）に、鉄に置換されるとフェロスクッテルド鉱（Ferroskutterudite）になり、これらは連続的に組成が変化する。
2016年に定義されたペロブスカイトスーパーグループの「非化学量論的ペロブスカイト（Non-stoichiometric Perovskites）」内の「スクッテルド鉱サブグループ」に属する。

## 産出
おもに熱水鉱床で産する。方解石と接した部分では結晶面が発達し、結晶が六面体、八面体、十二面体などが見られることもあるが、多くは緻密、または粒状の塊で産する。風化して生じたコバルト華を伴うことが多い。

## 用途
コバルトの鉱石となりうるが、ほとんどは輝コバルト鉱やコバルト華である。
本鉱の結晶構造はスクッテルダイト型といわれ、そのような結晶構造を持ち異なる元素から成る物質が人工的に合成され、超伝導材料や熱電材料としての研究がなされている。